# Mariana Mantovana
Mariana Mantovana és un municipi situat al territori de la província de Màntua, a la regió de la Llombardia (Itàlia).
Mariana Mantovana limita amb els municipis d'Acquanegra sul Chiese, Asola, Piubega i Redondesco.

## Galeria

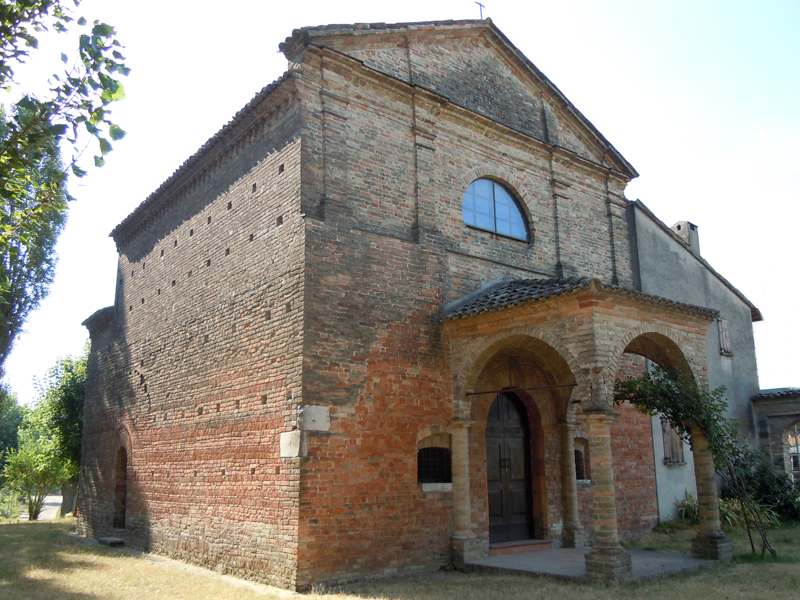
Oratori Campi Bonelli